# Southwark Bridge

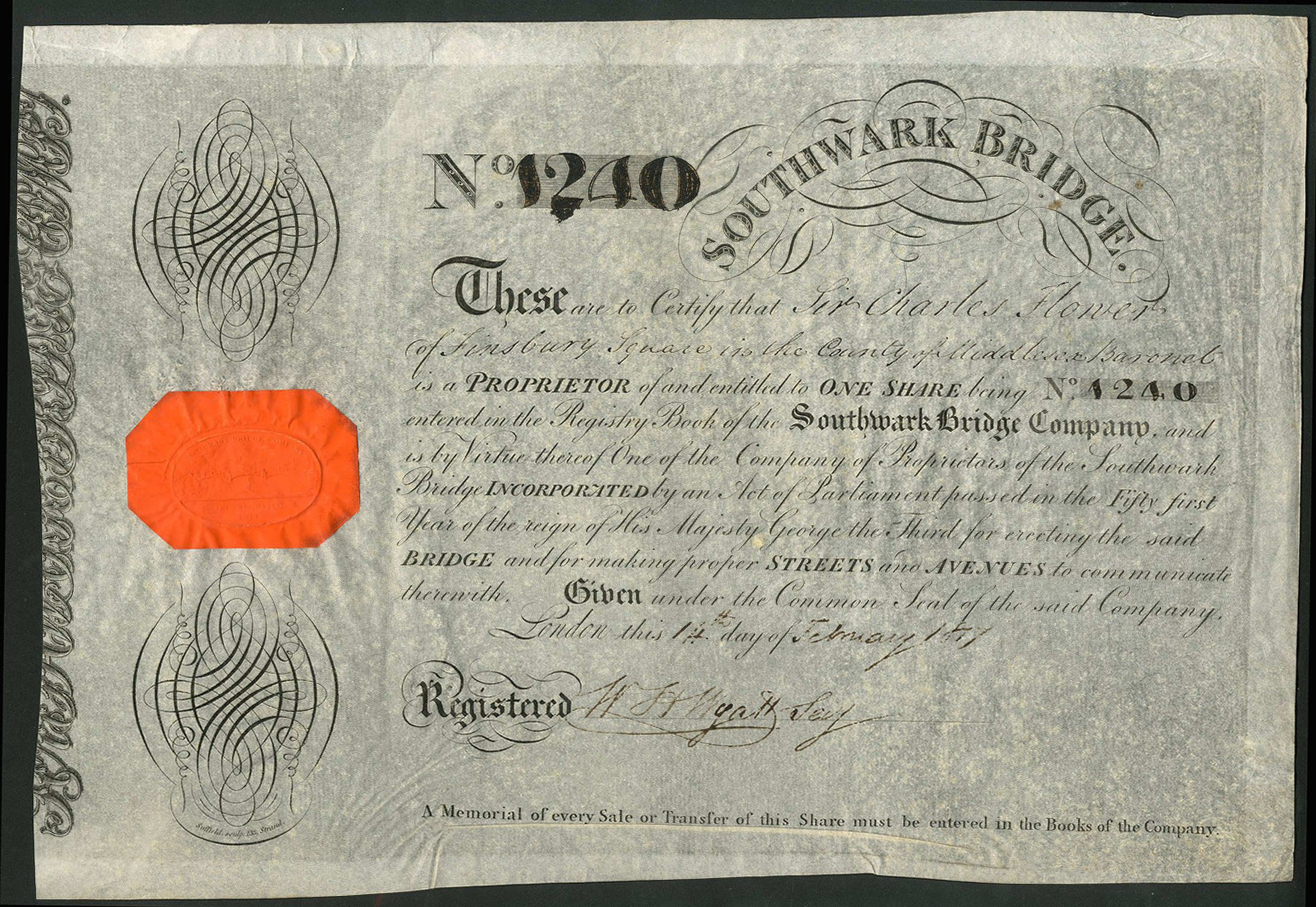
Action de la Southwark Bridge Company en date du 14 fevrier 1817

Southwark Bridge est un pont de la ville de Londres traversant la Tamise. Il relie le quartier de Southwark sur la rive sud à la City sur la rive nord (c'est d'ailleurs l'un des quatre ponts gérés par les services du lord-maire). Il se situe à proximité du Globe Theatre, de la Tate Modern et du siège du Financial Times. Le pont est situé entre le Millenium Bridge et le Cannon Street Railway Bridge. Il a été construit de 1814 à 1819 puis remplacé par un nouveau pont en acier à cinq travées et dont la construction s'est étendu de 1912 à 1921. Il est monument classé de Grade II.